# Australie aux Jeux olympiques d'hiver
La première participation de l'Australie aux Jeux olympiques d'hiver remonte à 1936 à Garmisch-Partenkirchen, et celle-ci participa depuis cette date à toutes les éditions d'hiver, excepté en 1948 ou ceux-ci se déroulèrent à Saint-Moritz en Suisse.
Pourtant, elle conquiert sa première médaille, de bronze, en 1994, lors de l'épreuve du 5 000 m par équipe en Short-track. La première médaille olympique individuelle sera le fait de la skieuse Zali Steggall, qui offrit à son pays une médaille de bronze sur la discipline du slalom. Les premières médailles d'Or australiennes sur les jeux d'hiver seront décrochées en 2002 par Steven Bradbury lors du 1 000 m short-track, et par Alisa Camplin en ski acrobatique, faisant de l'Australie la seule nation de l'hémisphère Sud, encore à ce jour, à avoir remporté de l'Or aux Jeux olympiques d'hiver.
Lors des derniers Jeux olympiques d'hiver de Turin en 2006, l'Australie a battu, avec 40 athlètes sur 10 disciplines, à la fois son nombre de sportifs en compétition et son nombre de disciplines concourues. Pour la première fois lors de cette compétition, l'objectif de l'Australie était de décrocher des médailles, objectif atteint lorsque Dale Begg-Smith remporta l'or en ski de bosse. Camplin remporta sa seconde médaille Olympique, de bronze, en ski acrobatique.

## Historique
L'Australie participe pour la première fois aux Jeux olympiques d'hiver en 1936, en la personne de son seul athlète en compétition, Kenneth Kennedy, patineur de vitesse. L'Australie n'envoie aucun athlète en 1948, mais participe à chaque édition par la suite, envoyant notamment neuf athlètes en 1952. Lors des Jeux olympiques d'hiver de 1956, Colin Hickey, surnommé le « rat de patinoire » (the « rink rat »), écarté du hockey sur glace dans sa jeunesse du fait de sa faible carrure, termine septième aux épreuves de patinage de vitesse sur 500 et 1 000 m, ce qui reste le meilleur résultat en compétition olympique de l'Australie jusqu'en 1976.
En 1960, l'Australie présente une délégation de 31 athlètes, dépassant alors son nombre d'athlètes présents aux Jeux olympiques d'hiver, et ceci en raison d'une forte équipe de hockey sur glace. Cette même année, Hal Nerdal, par sa participation au combiné nordique, inaugure les participations de l'Australie à cette épreuve aux Jeux olympiques. Contrairement à sa grande équipe de 1960, les délégations olympiques suivantes sont les plus petites depuis les Jeux de 1936, avec en 1968 seulement trois sportifs en compétition. Les Jeux de 1964 sont ternis par le décès du skieur Ross Milne. Son frère, Malcolm Milne, animé par la volonté de montrer que les Australiens pouvaient être les meilleurs en compétition, représente l'Australie lors des deux éditions suivantes, mais ne parvient pas à remporter de médailles alors qu'il gagne une épreuve de Coupe du monde et termine troisième d'un championnat du monde.
Le patineur de vitesse Colin Coates concourt de 1968 à 1988, et termine sixième en 1976 en 10 000 mètres, le meilleur résultat de l'Australie jusqu'à Lillehammer en 1994. Bien qu'officiellement concurrent en 1988, Colin ne peut s'aligner sur l'épreuve, ayant un statut d'entraîneur. Malgré cela, lors de l'a compétition, il revêt sa tenue et bat son propre record sur la discipline. En 1976, démarrent les premiers Jeux paralympiques d'hiver de l'histoire et l'Australie y participe jusqu'à aujourd'hui.
L'équipe australienne de short track fait officiellement son entrée aux Jeux de 1992. Malgré un titre de championne du monde la même année, celle-ci s'incline en demi-finale à la suite d'une chute. Cette même année, lors de l'édition paralympique des Jeux d'hiver, l'Australie remporte une médaille d'or, une d'argent et deux de bronze. En 1994, l'équipe de short track remporte sa première médaille olympique, de bronze, en 5 000m relais. En 1998, Zali Steggall remporte la première médaille individuelle olympique australienne avec le bronze dans l'épreuve du slalom.
En 2002, l'Australie gagne deux médailles d'or inattendues. Steven Bradbury, membre de l'équipe qui remporta le bronze sur le relais en 1994, remporte l'or en short track grâce à la chute de tous ses concurrents lors du dernier virage de la finale, devenant donc le premier champion olympique australien lors de Jeux d'hiver. Il remporte aussi sa deuxième médaille personnelle puisqu'il était présent dans l'équipe médaillée de 1994. Jacqui Cooper, favorite par le passé sur l'épreuve du ski acrobatique et grand espoir de titre olympique pour l'Australie, se blesse en entraînement, mais sa compatriote Alisa Camplin, qui n'avait jusqu'alors gagné aucune épreuve de championnat du monde, remporte l'épreuve féminine de ski acrobatique et offre donc le titre à son pays, un jour après la médaille de Bradbury. L'Australie termine les Jeux de 2002 à la 15e place du tableau des médailles, à égalité avec l'Espagne.
Aux Jeux de 2006, à Turin, Dale Begg-Smith apporte un nouveau titre olympique à l'Australie, dans l'épreuve du saut acrobatique, et Alisa Camplin devient la première Australienne à remporter deux médailles olympiques individuelles en raflant le bronze en saut acrobatique quatre ans après son titre. En 2010 à Vancouver, Dale Begg-Smith réalise le même exploit que Camplin en gagnant sa deuxième médaille personnelle, en argent, la quatrième médaille australienne en saut acrobatique en trois éditions des Jeux. Torah Bright apporte un nouveau titre olympique à son pays, en snowboard, dans l'épreuve du halfpipe féminin.

## L'Australie aux jeux paralympiques d'hiver
L'Australie participe aux Jeux paralympiques d'hiver dès leur lancement en 1976, et sa délégation a remporté des médailles en ski alpin lors de chacune des éditions depuis 1992.
Elle remporte précisément quatre médailles paralympique en 1992 - une d'or, une d'argent et deux de bronze. Michael Milton, skieur handicapé amputé de la jambe, gagne à lui seul l'or en slalom et l'argent en super-G. David Munk, skieur paraplégique, remporte la médaille de bronze sur le super-géant. Michael Norton, paraplégique, accroche quant à lui le bronze dans la descente. 
En 1994, l'Australie remporte neuf médailles, trois d'or, deux d'argent et quatre de bronze. Milton remporte l'or en slalom géant, l'argent en slalom et le bronze en descente.